# Sencsou–3
A Sencsou–3 a kínai Sencsou-program harmadik tesztrepülése volt. Ez volt az első Sencsou űrhajó, amellyel ember is utazhatott volna. A fedélzeten volt egy báb, amely az ember fiziológiai jeleit szimulálta – szívdobogás, pulzus, légzés, evés, anyagcsere, kiválasztás. Az indításra 2002. március 25-én került sor, több hónapos késés után. Két pályamanőver volt, március 29-én és március 31-én. Mindkettőben megemelték a Sencsou–3 pályáját. 107 keringés után a visszatérő kapszula leszállt. Az orbitális modul 2003. november 12-én tért vissza.